# Kitahara Hakusú
Kitahara Hakusú (japánul: 北原 白秋, Hepburn-átírással: Kitahara Hakushū) (Janagava, 1885. január 25. – Tokió, 1942. november 2.) japán költő.
Valódi neve Kitahara Rjúkicsi. A Fukuoka prefektúrabeli Janagavában született, szakefőző családba. A tokiói Vaszeda Egyetemen hallgatott angol irodalmat, de diplomát nem szerzett. 1908-ban több költővel és festővel megalapította a Pan no kai-t (Pán Társaság), amely zenész és színész tagjaival együtt hamarosan a kor legjelentősebb értelmiségi körévé vált. 1909-ben publikálta első verseskötetét Dzsasúmon („Eretnekek”) címmel. Gazdag képvilágú, virtuóz ritmikájú modern költeményei Joszano Akiko Midaregami („Kócos haj”) című kötetével együtt a modern japán költészet valóságos kútforrásai lettek. 1911-es második kötete, az Omoide („Emlékek”) a gyermekkor, a gyermeki világ máig briliánsnak ható megidézése.
1912-ben két hét börtönre ítélték házasságtörésért, ennek nyomán született első tankakötete, a Kiri no hana („A császárfa virága”), s ez az incidens fordította a vallás felé: Sindzsu só („Válogatott gyöngyök”, 1914) és Hakkin no koma („Platina búgócsiga”, 1914) című köteteiben gyakoriak az egysoros, buddhista imákra hasonlító költemények. A korai klasszikus versformák iránti érdeklődését tükrözi a Kaihjó to kumo („Pecsétek és felhők”, 1929) című gyűjteménye, amelyben a Kodzsiki versbetétformáival kísérletezik. Sok gyerekverset is írt.
Majdnem 200 kötetes életművének java ma is népszerű, szülőhelyén, Janagavában évenkénti fesztivállal ünneplik: novemberben pódiumokat állítanak fel a vízparton, s rajongói éjjel-nappal szavalják verseit a járókelőknek.